# Lista chorążych reprezentacji Bahrajnu na igrzyskach olimpijskich
Lista chorążych reprezentacji Bahrajnu na igrzyskach olimpijskich – lista zawodników i zawodniczek reprezentacji Bahrajnu, którzy podczas ceremonii otwarcia nowożytnych igrzysk olimpijskich nieśli flagę Bahrajnu.

## Chronologiczna lista chorążych
| Lp. | Rok i miejsce     | Chorąży                 | Dyscyplina    |
| --- | ----------------- | ----------------------- | ------------- |
| 1   | 1984, Los Angeles | Youssef Mubarak         |               |
| 2   | 1988, Seul        | Ahmed Hamada            | Lekkoatletyka |
| 3   | 1992, Barcelona   | Khalid Rabeeah          |               |
| 4   | 1996, Atlanta     | Mohamed Al-Sada         | Żeglarstwo    |
| 5   | 2000, Sydney      | Dawood Youssef          | Pływanie      |
| 6   | 2004, Ateny       | Ahmed Hamada            | Lekkoatletyka |
| 7   | 2008, Pekin       | Rakia Al-Gassra         | Lekkoatletyka |
| 8   | 2012, Londyn      | Azza Alqasmi            | Strzelectwo   |
| 9   | 2016, Rio         | Farhan Farhan           | Pływanie      |
| 10  | 2020, Tokio       | Noor Yusuf Abdulla Taha | Pływanie      |
| 10  | 2020, Tokio       | Husain Al-Sayyad        | Piłka ręczna  |